# Arseni Logachov
Arseni Maksimovitch Logachov (en russe : Арсений Максимович Логашов) est un footballeur international russe né le 20 août 1991 à Koursk. Il évolue au poste de défenseur au Kouban Krasnodar.

## Biographie

### Carrière en club
Natif de Koursk, c'est dans cette ville qu'Arseni Logachov démarre sa formation de footballeur au sein des écoles de sport locales avant de rejoindre en 2007 l'Akademika Moscou, qui fusionne l'année suivante avec le Sportakademklub Moscou, club avec lequel il fait ses débuts professionnels en deuxième division lors de la saison 2008, jouant son premier match de championnat le 25 mai contre le Vitiaz Podolsk à l'âge de 17 ans. Il dispute en tout dix-neuf rencontres tandis que le Sportakademklub est rétrogradé en troisième division à l'issue de la saison.
Ses performances à Moscou ainsi que lors d'un tournoi international pour jeunes à Saint-Pétersbourg en début d'année 2009 où il est nommé meilleur défenseur, lui valent d'être repéré par le FK Khimki, club de première division, qu'il rejoint dans la foulée et où il joue six matchs de championnat lors de l'exercice 2009, qui se termine là aussi sur une relégation des siens. Il reste par la suite jusqu'à l'été 2011, cumulant 45 rencontres disputées pour le club avant de rejoindre l'Anji Makhatchkala, qui le prête immédiatement au Fakel Voronej avec qui il termine l'année 2011. Retournant à l'Anji en début d'année 2012, Logachov prend notamment part à la fin de l'exercice 2011-2012 qui voit les siens finir cinquième du championnat et ainsi prendre part à la Ligue Europa 2012-2013, compétition dans laquelle il dispute dix matchs et voit son équipe atteindre le stade des huitièmes de finale. Il prend également part à la campagne du club en coupe nationale, bien qu'il ne dispute ni les demi-finales, ni la finale perdue face au CSKA Moscou.
Recruté à l'été 2013 par le Lokomotiv Moscou, il est là encore prêté dans la foulée au FK Rostov avec qui il dispute la saison 2013-2014, jouant 23 matchs en championnat et inscrivant son premier but professionnel le 8 novembre 2013 contre l'Oural Iekaterinbourg tandis qu'il prend part au parcours de l'équipe en Coupe de Russie, disputant notamment l'intégralité de la finale contre le FK Krasnodar qui se conclut sur la victoire des siens aux tirs au but.
Intégré dans l'effectif du Lokomotiv pour l'exercice 2014-2015, Logachov connaît cependant plusieurs blessures qui l'empêchent de disputer la première partie de saison,, devant finalement se contenter de sept rencontres de championnat durant la fin de saison. Cela ne l’empêche cependant pas de participer à la victoire du club en coupe nationale, disputant et remportant alors sa deuxième finale consécutive face au Kouban Krasnodar,. Il dispute par la suite onze matchs dans le cadre de la saison 2015-2016, dont un match de Ligue Europa face au Skënderbeu Korçë.
Totalement inutilisé lors de la première moitié de l'exercice 2016-2017, Logachov est transféré au FK Tosno à l'hiver 2017 pour le reste de la saison, disputant par la suite cinq matchs de deuxième division tandis que le club termine vice-champion de la compétition et est promu en première division. Il n'est cependant pas retenu par le club et reste finalement à l'échelon inférieur en rejoignant le Baltika Kaliningrad, pour qui il joue 36 rencontres lors de la saison 2017-2018 qui voit l'équipe finir cinquième à quelques points des barrages de promotion. Il fait par la suite son retour au FK Rostov à l'été 2018, où il devient un joueur de rotation et inscrit notamment son deuxième but professionnel le 1er novembre 2018 face au Zénith Saint-Pétersbourg en Coupe de Russie à l'occasion d'une victoire 3-1,.
Il fait durant le mois d'octobre 2020 son retour au FK Khimki sous la forme d'un prêt et effectue quelques apparitions sporadiques tout au long de la saison 2020-2021. À l'issue de ce dernier exercice, il quitte Rostov après la fin de son contrat et rejoint dans la foulée le Kouban Krasnodar en deuxième division.

### Carrière internationale
Arseni Logachov est appelé au sein de la sélection des moins de 19 ans par Andreï Talalaïev entre 2009 et 2010 et prend notamment part à la phase qualificative de l'Euro 2010 qui voit cependant les siens échouer à atteindre la phase finale de la compétition. Sélectionné par la suite avec les espoirs de Nikolaï Pissarev entre 2011 et 2012, il participe là encore aux éliminatoires de l'Euro qui voient la Russie se qualifier à l'issue des barrages. Blessé, il n'est cependant pas retenu dans le cadre de la phase finale qui voit la sélection finir dernière de son groupe. C'est par ailleurs durant cette période qu'il est appelé au sein de la sélection A par Fabio Capello et dispute sa seule et unique sélection le 15 août 2012 lors d'un match amical contre la Côte d'Ivoire lors duquel il fait son entrée à la demi-heure de jeu pour remplacer Aleksandr Anioukov sorti sur blessure tandis que la rencontre se termine sur un match nul 1-1,. Il est ensuite appelé à nouveau en mars 2013 dans le cadre d'un autre match amical contre le Brésil mais n'entre pas en jeu.

## Statistiques
| Saison                | Club                   | Championnat           | Championnat | Championnat | Coupe(s) nationale(s) | Coupe(s) nationale(s) | Compétition(s) continentale(s) | Compétition(s) continentale(s) | Compétition(s) continentale(s) | Total | Total |
| Saison                | Club                   | Division              | M.          | B.          | M.                    | B.                    | Comp.                          | M.                             | B.                             | M.    | B.    |
| 2008                  | Sportakademklub Moscou | D2                    | 18          | 0           | 1                     | 0                     | -                              | -                              | -                              | 19    | 0     |
| Sous-total            | Sous-total             | Sous-total            | 18          | 0           | 1                     | 0                     | -                              | -                              | -                              | 19    | 0     |
| 2009                  | FK Khimki              | D1                    | 6           | 0           | -                     | -                     | -                              | -                              | -                              | 6     | 0     |
| 2010                  | FK Khimki              | D2                    | 20          | 0           | -                     | -                     | -                              | -                              | -                              | 20    | 0     |
| 2011-2012             | FK Khimki              | D2                    | 17          | 0           | 2                     | 0                     | -                              | -                              | -                              | 19    | 0     |
| Sous-total            | Sous-total             | Sous-total            | 43          | 0           | 2                     | 0                     | -                              | -                              | -                              | 45    | 0     |
| 2011-2012             | Fakel Voronej (prêt)   | D2                    | 14          | 0           | 1                     | 0                     | -                              | -                              | -                              | 15    | 0     |
| Sous-total            | Sous-total             | Sous-total            | 14          | 0           | 1                     | 0                     | -                              | -                              | -                              | 15    | 0     |
| 2011-2012             | Anji Makhatchkala      | D1                    | 9           | 0           | -                     | -                     | -                              | -                              | -                              | 9     | 0     |
| 2012-2013             | Anji Makhatchkala      | D1                    | 19          | 0           | 3                     | 0                     | C3                             | 10                             | 0                              | 32    | 0     |
| 2013-2014             | Anji Makhatchkala      | D1                    | 2           | 0           | -                     | -                     | -                              | -                              | -                              | 2     | 0     |
| Sous-total            | Sous-total             | Sous-total            | 30          | 0           | 3                     | 0                     | -                              | 10                             | 0                              | 43    | 0     |
| 2013-2014             | FK Rostov (prêt)       | D1                    | 23          | 1           | 3                     | 0                     | -                              | -                              | -                              | 26    | 1     |
| 2014-2015             | Lokomotiv Moscou       | D1                    | 7           | 0           | 3                     | 0                     | -                              | -                              | -                              | 10    | 0     |
| 2015-2016             | Lokomotiv Moscou       | D1                    | 8           | 0           | 2                     | 0                     | C3                             | 1                              | 0                              | 11    | 0     |
| 2016-2017             | FK Tosno               | D2                    | 5           | 0           | -                     | -                     | -                              | -                              | -                              | 5     | 0     |
| 2017-2018             | Baltika Kaliningrad    | D2                    | 36          | 0           | 1                     | 0                     | -                              | -                              | -                              | 37    | 0     |
| Sous-total            | Sous-total             | Sous-total            | 79          | 1           | 9                     | 0                     | -                              | 1                              | 0                              | 89    | 1     |
| 2018-2019             | FK Rostov              | D1                    | 13          | 0           | 4                     | 1                     | -                              | -                              | -                              | 17    | 1     |
| 2019-2020             | FK Rostov              | D1                    | 10          | 0           | 2                     | 0                     | -                              | -                              | -                              | 12    | 0     |
| 2020-2021             | FK Rostov              | D1                    | 4           | 0           | -                     | -                     | -                              | -                              | -                              | 4     | 0     |
| Sous-total            | Sous-total             | Sous-total            | 27          | 0           | 6                     | 1                     | -                              | -                              | -                              | 33    | 1     |
| 2020-2021             | FK Khimki (prêt)       | D1                    | 7           | 0           | 1                     | 0                     | -                              | -                              | -                              | 8     | 0     |
| Total sur la carrière | Total sur la carrière  | Total sur la carrière | 218         | 1           | 23                    | 1                     | -                              | 11                             | 0                              | 252   | 2     |

## Palmarès
FK Rostov
- Vainqueur de la Coupe de Russie en 2014.

 Lokomotiv Moscou
- Vainqueur de la Coupe de Russie en 2015.